# Tchan Pching-šan
Tchan Pching-šan (čínsky pchin-jinem Tán Píngshān, znaky zjednodušené 谭平山, tradiční 譚平山; 28. září 1886 – 2. dubna 1956) byl čínský komunistický revolucionář, ve 20. letech jeden z prvních předních představitelů Komunistické strany Číny, člen jejího ústředního (výkonného) výboru (1923–1927) a politbyra (1923 a 1927). Během první jednotné fronty, aliance mezi KS Číny a Kuomintangem v první polovině 20. let, zaujímal v Kuomintangu vysoké funkce (vedoucí jeho organizačního oddělení, ministr wuchanské vlády). Roku 1927 byl z KS Číny vyloučen, poté se podílel na organizaci stran „třetí cesty“, během čínsko-japonské války se vrátil k práci pro kuomintangskou vládu. Od roku 1948 působil jako jeden z představitelů Revolučního výboru čínského Kuomintangu, který od roku 1949 zastupoval ve státních orgánech Čínské lidové republky, jako člen Ústřední lidové vlády a Státní administrativní rady, předseda kontrolního výboru státní administrativní rady (vše v letech 1949–1954) a člen stálého výboru Všečínského shromáždění lidových zástupců (od 1954).

## Život
Tchan Pching-šan se narodil roku 1886 v Kao-mingu v provincii Kuang-tung v rodině krejčího. Vystudoval střední školu, pracoval jako učitel, od roku 1917 studoval filozofii na Pekingské univerzitě. Byl aktivním účastníkem Hnutí 4. května. V roce 1921 vstoupil do Komunistické strany Číny a stal se tajemníkem KS Číny v provincii Kuang-tung. V červnu 1923 byl na III. sjezdu zvolen členem ústředního výkonného výboru, do srpna byl i členem jeho ústředního byra (ústřední výkonný výbor totiž v červenci 1923 přejel z Kantonu do Šanghaje, Tchan Pching-šan zůstal v Kantonu a v ústředním byru ho proto nahradil Wang Che-po), na  IV. sjezdu v lednu 1925 i V. sjezdu v dubnu–květnu 1927 byl znovuzvolen do ústředního (výkonného) výboru. Zabýval se agrární politikou strany. V dubnu–květnu 1927 byl ve tříčlenném stálém výboru ve Wu-chanu (s Čchü Čchiou-pajem a Čang Kuo-tchaoem) řídícím komunistické organizace ve střední Číně. V květnu 1927 se stal členem politbyra, v červnu jeho stálého výboru, v červenci z užšího vedení strany vypadl.
V rámci aliance KS Číny a Kuomintangu působil v kuomintangském ústředním výboru, vedl organizační oddělení Kuomintangu a od března do června 1927 pracoval jako ministr zemědělství v levicové kuomintangské Wang Ťing-wejově vládě ve Wu-chanu, vytvořené v opozici vůči Čankajškově kuomintangské pravici v Nankingu a Šanghaji. Po rozpadu spojenectví Kuomintangu a Číny se zúčastnil povstání v Nan-čchangu, byl členem tamního frontového výboru v čele s Čou En-lajem a předsedou revolučního výboru povstání. Po potlačení povstání uprchl do Hongkongu a poté do Šanghaje. Pod tlakem Kominterny byl zahrnut mezi osoby obviněné z neúspěchu povstání a jako „levičácký dobrodruh“ v listopadu 1927 vyloučen z KS Číny. Poté se účastnil založení Dělnické a rolnické demokratické strany Číny.
Po vypuknutí druhé japonsko-čínské války v roce 1937 se vrátil do Wu-chanu a přihlásil ke spolupráci s vládou Kuomintangu, ve jménu národní jednoty v boji proti Japonsku. Stal se členem Národní politické rady. 
V roce 1948 se spolu se stoupenci levého křídla Kuomintangu a odpůrci Čankajška stal jedním ze zakladatelů Revolučního výboru Kuomintangu. Po vzniku Čínské lidové republiky v roce 1949 se účastnil jednání Čínského lidového politického poradního shromáždění, po zřízení státních orgánů Čínské lidové republiky v nich zaujal významné funkce, byl v letech 1949–1954 členem ústřední lidové vlády a současně členem státní administrativní rady a předsedou kontrolního výboru státní administrativní rady (jednoho ze čtyř jejích výborů).
Od roku 1954 byl poslancem Všečínského shromáždění lidových zástupců a členem jeho stálého výboru. V březnu 1956 byl zvolen místopředsedou Revolučního výboru čínského Kuomintangu.
Zemřel 2. dubna 1956 v Pekingu.